# Harrison Ford (cinéma muet)
 (décembre 2021).
Si vous disposez d'ouvrages ou d'articles de référence ou si vous connaissez des sites web de qualité traitant du thème abordé ici, merci de compléter l'article en donnant les références utiles à sa vérifiabilité et en les liant à la section « Notes et références ».
Pour les articles homonymes, voir Ford (homonymie).
Cet article concerne l'acteur américain de cinéma muet. Pour l'acteur américain né en 1942, voir Harrison Ford.
Harrison Ford est un acteur américain, né le 16 mars 1884 à Kansas City (Missouri) et mort le 2 décembre 1957 dans le quartier de Woodland Hills à Los Angeles (Californie).

## Biographie

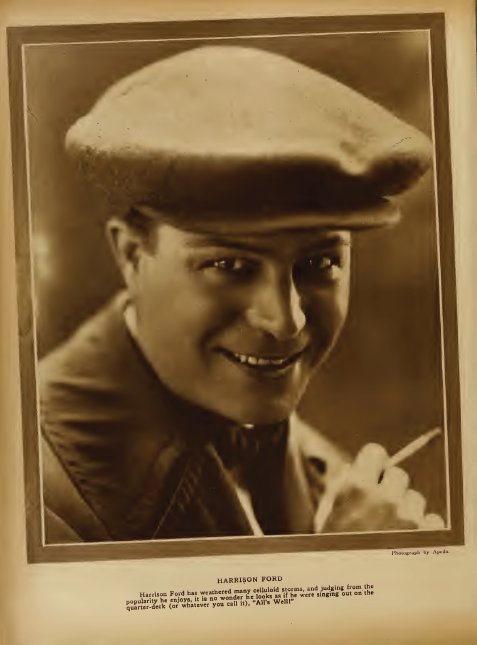
Harrison Ford en 1920.

Harrison Ford débute dans les années 1900 au théâtre, où il est très actif durant sa carrière, jouant notamment à Broadway (New York) entre 1904 et 1915.
Au cinéma, il débute en 1915 et contribue en tout à quatre-vingt-quatre films muets américains, les sept derniers sortis en 1928, dont L'amour joue et gagne de Clarence G. Badger, avec Clara Bow — déjà sa partenaire dans Maytime de Louis J. Gasnier en 1923 —. Il se retire après deux courts métrages parlants sortis en 1929, suivis d'un seul long métrage parlant sorti en 1932 (Love in High Gear de Frank R. Strayer, avec Arthur Hoyt) et par la suite, se consacre exclusivement au théâtre.
Parmi ses autres partenaires à l'écran, citons Constance Talmadge (douze films, dont The Primitive Lover de Sidney Franklin en 1922), Marie Prevost (six films, dont Almost a Lady d'E. Mason Hopper en 1926), Theodore Roberts (cinq films, dont Anton the Terrible de William C. de Mille en 1916), Norma Talmadge (quatre films, dont Love's Redemption d'Albert Parker en 1921), Marion Davies (trois films, dont Zander the Great de George W. Hill en 1925), Wallace Reid (deux films en 1919, dont Hawthorne of the U.S.A. (en) de James Cruze), Eleanor Boardman (deux films, dont Fraternité de King Vidor en 1925), Bebe Daniels (deux films, dont Lovers in Quarantine de Frank Tuttle en 1925), ou encore Bessie Love (deux films, dont The Song and Dance Man d'Herbert Brenon en 1926).
Mentionnons aussi deux films sortis en 1922, La Cage dorée (réputé perdu) de Sam Wood, avec la star d'alors Gloria Swanson, et Le Repentir de Tom Forman, avec Lon Chaney et Marguerite De La Motte.
Pour sa contribution au cinéma, une étoile lui est dédiée sur le Walk of Fame d'Hollywood Boulevard, devant le restaurant Musso & Frank Grill situé au 6667-9 d'Hollywood Boulevard.

## Théâtre (sélection)

### À Broadway
- 1904 : Ranson's Folly de Richard Harding Davis, avec Robert Edeson
- 1905 : Strongheart de William C. de Mille, avec Edmund Breese, Robert Edeson, Henry Kolker
- 1908 : Glorious Betsy de Rida Johnson Young, avec Charles Clary
- 1912 : The Fight de (et mise en scène par) Bayard Veiller, avec Margaret Wycherly
- 1913 : The Switchboard d'Edgar Wallace
- 1915 : The Bubble d'Edward Locke

### Autres lieux
- 1914 : Brewster's Millions de Winchell Smith et Byron Ongley (à Baltimore)
- 1916 : Come Again, Smith de John Blackwood (à Los Angeles)
- 1920 : Charley's Aunt de Brandon Thomas (à Syracuse)
- 1929 : Homme et Surhomme (Man and Superman) de George Bernard Shaw (à Pasadena)

## Filmographie partielle

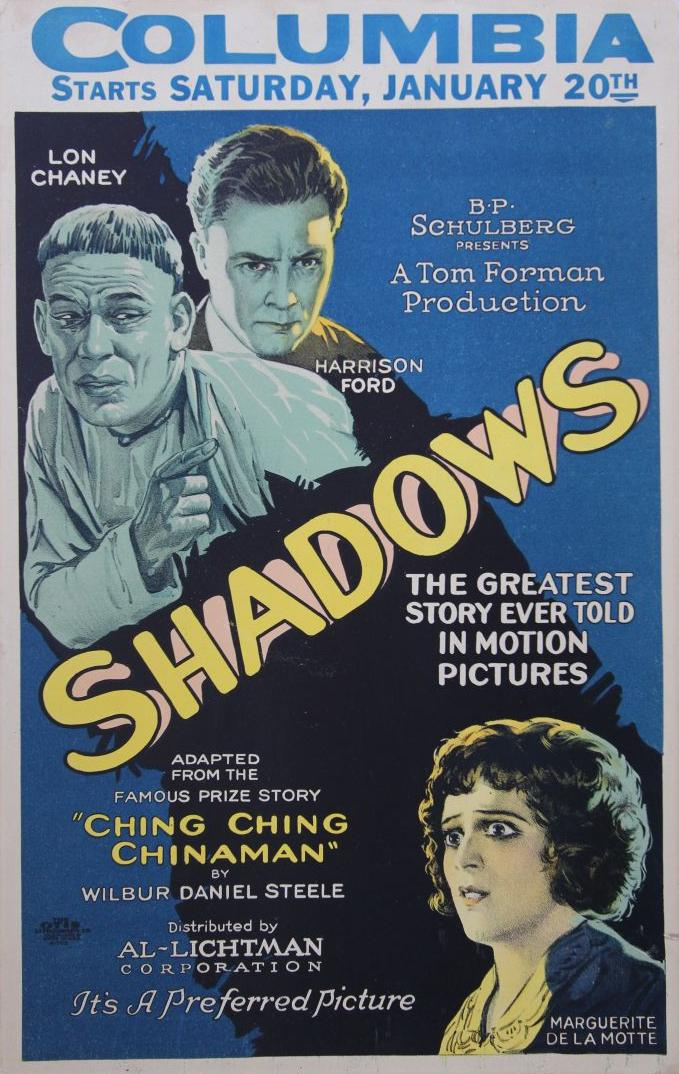
Shadows (1922, poster promotionnel)

- 1916 : Anton the Terrible de William C. de Mille
- 1917 : The Mysterious Mrs. Musslewhite de Lois Weber
- 1917 : The Tides of Barnegat de Marshall Neilan
- 1917 : A Roadside Impresario de Donald Crisp
- 1917 : The Crystal Gazer de George Melford
- 1917 : Molly Entangled (en) de Robert Thornby
- 1918 : Such a Little Pirate de George Melford
- 1919 : Hawthorne of the U.S.A. (en) de James Cruze
- 1919 : Who Cares? de Walter Edwards
- 1919 : Experimental Marriage de Robert G. Vignola
- 1920 : Miss Hobbs de Donald Crisp
- 1920 : Food for Scandal de James Cruze
- 1920 : Her Beloved Villain de Sam Wood
- 1920 : Oh, Lady, Lady de Maurice S. Campbell
- 1920 : Daisy mariée (Easy to Get) de Walter Edwards
- 1921 : Passion Flower d'Herbert Brenon
- 1921 : The Wonderful Thing de Herbert Brenon
- 1921 : Wedding Bells de Chester Withey
- 1921 : Le Bandeau de Cupidon (A Heart to Let) d'Edward Dillon
- 1921 : Love's Redemption d'Albert Parker
- 1922 : Le Repentir (Shadows) de Tom Forman
- 1922 : The Primitive Lover de Sidney Franklin
- 1922 : La Victoire du cœur (Smilin' Through) de Sidney Franklin
- 1922 : Folies de femmes (Foolish Wives) d'Erich von Stroheim (non crédité)
- 1922 : La Cage dorée (Her Gilded Cage) de Sam Wood
- 1922 : When Love comes de William A. Seiter
- 1923 : Maytime de Louis J. Gasnier
- 1923 : Patricia (Little Old New York) de Sidney Olcott
- 1924 : The Average Woman de Christy Cabanne
- 1924 : Janice Meredith d'E. Mason Hopper
- 1924 : The Price of a Party de Charles Giblyn
- 1925 : L'Amazone (Zander the Great) de George W. Hill
- 1925 : Fraternité (Proud Flesh) de King Vidor
- 1925 : Détresse (That Royle Girl) de D. W. Griffith
- 1925 : La Chance d'un joueur (The Wheel) de Victor Schertzinger
- 1925 : Rivales (Lovers in Quarantine) de Frank Tuttle
- 1926 : The Song and Dance Man de Herbert Brenon
- 1926 : Almost a Lady d'E. Mason Hopper
- 1926 : Sandy d'Harry Beaumont
- 1926 : Dans la chambre de Mabel (Up in Mabel's Room) d'E. Mason Hopper
- 1926 : Le Neurasthénique (en) (The Nervous Wreck) de Scott Sidney
- 1927 : Rubber Tires d'Alan Hale
- 1927 : The Rejuvenation of Aunt Mary d'Erle C. Kenton
- 1928 : Le Credo de la femme (A Woman against the World) de George Archainbaud
- 1928 : Let 'Er Go Gallegher d'Elmer Clifton
- 1928 : Pour l'amour du sport (Golf Widows) de Erle C. Kenton
- 1928 : Just Married de Frank R. Strayer
- 1928 : L'amour joue et gagne (Three Weekends) de Clarence G. Badger
- 1928 : The Rush Hour d'E. Mason Hopper
- 1929 : Her Husband's Women de Leslie Pearce (court métrage)
- 1929 : The Flattering Word de Bryan Foy (court métrage)
- 1932 : Love in High Gear de Frank R. Strayer